# Jarosław Kita
Jarosław Jerzy Kita (ur. 18 grudnia 1960 w Ostrowcu Świętokrzyskim) – polski historyk, od 2008 roku profesor UŁ i wicedyrektor Instytutu Historii tejże uczelni. Specjalista z zakresu prasoznawstwa, historii ziem polskich w XIX wieku, historiografii i biografistyki.

## Życiorys
Ukończył Liceum Ogólnokształcące nr III im. Władysława Broniewskiego w Ostrowcu Świętokrzyskim (1979). W latach 1979–1984 studiował historię na Uniwersytecie Łódzkim. Był m.in. członkiem i prezesem Studenckiego Koła Naukowego Historyków. W czerwcu 1984 roku obronił pracę magisterską nt. Posłowie Małopolski Zachodniej w początkach obrad Sejmu Czteroletniego (do obalenia Rady Nieustającej 19 stycznia 1789 roku) (promotor: prof. dr hab. Wojciech Szczygielski). W tym samym roku rozpoczął pracę w charakterze asystenta w Zakładzie Historii Nowożytnej Polski Uniwersytetu Łódzkiego. Rozpoczął tam pisanie doktoratu z zakresu historii Polski XIX wieku pod kierunkiem prof. dra hab. Zbigniewa Stankiewicza. Jednocześnie brał udział w pracach Interdyscyplinarnego Zespołu Naukowo-Badawczego Struktur i Przemian Społecznych Wsi Polskiej XIX i XX wieku. Odbył staże naukowe w Warszawie (1989) i Moskwie (1991, opiekun: prof. Gienadij Matwiejew). Po śmierci prof. dra hab. Z. Stankiewicza promotorem jego pracy doktorskiej został prof. dr hab. Wiesław Puś. Po reorganizacji Wydziału od 1990 roku był starszym asystentem w Katedrze Historii Społeczno-Gospodarczej UŁ. 18 listopada 1993 roku obronił pracę doktorską na temat Kwestia chłopska w Królestwie Polskim na łamach prasy doby pozytywizmu (1864–1886), a 1 stycznia 1994 został awansowany na stanowisko adiunkta w Katedrze Historii Społeczno-Gospodarczej UŁ. Tam też przygotował rozprawę habilitacyjną na temat Tomasz Potocki (1809–1861). Ewolucja postaw ziemianina polskiego (wyd. 2007 przez Wydawnictwo Uniwersytetu Łódzkiego). Po kolokwium habilitacyjnym (20 marca 2008) otrzymał stopień doktora habilitowanego, a z dniem 1 kwietnia tegoż roku awans na stanowisko profesora nadzwyczajnego. Od 1 X 2008 jest kierownikiem Zakłady Przemian Struktur Społecznych w ramach Katedry Historii Społeczno-Gospodarczej UŁ i wicedyrektorem Instytutu Historii UŁ.
W dniu 23 kwietnia 2018 roku Centralna Komisja ds. Stopni i Tytułów podjęła uchwałę o nadaniu Jarosławowi Kicie tytułu profesora w dziedzinie nauk humanistycznych. Nominację z rąk prezydenta Andrzeja Dudy odebrał 13 lutego 2019 roku.
Został wybrany na członka Komitetu Nauk Historycznych PAN na kadencję 2020–2023.

## Odznaczenia
9 listopada 2018 roku otrzymał Odznakę „Za Zasługi dla Miasta Łodzi” (nadaną uchwałą nr LXXVI/2069/18 Rady Miejskiej w Łodzi z dnia 10 października 2018).
W 2023 otrzymał Honorowy Medal 600-lecia Miasta Łodzi „za działania na rzecz rozwoju Łodzi przyznawane z okazji 600-lecia Miasta”.

## Ważniejsze publikacje
- Słownik biograficzny historyków łódzkich, Łódź 2000, Wydawnictwo Ibidem, ISBN 83-912403-4-7 (współautor: Rafał Stobiecki).
- Profesorowie Uniwersytetu Łódzkiego w latach 1945–1994. Pro memoria, Łódź 1995 (współautor: Stefan Pytlas).
- W służbie nauki. Profesorowie Uniwersytetu Łódzkiego w latach 1945–2004. Pro memoria, Łódź 2005, Wydawnictwo Uniwersytetu Łódzkiego, ISBN 83-7171-852-7 (współautor: Stefan Pytlas).
- Tomasz Potocki (1809–1861). Ewolucja postaw ziemianina polskiego, Łódź 2007, Wydawnictwo Uniwersytetu Łódzkiego.
- Patroni łódzkich ulic, Łódź 2012, Księży Młyn Dom Wydawniczy, ISBN 978-83-7729-155-9 (współautorka: Maria Nartonowicz-Kot).
- Powstanie styczniowe w Łodzi i regionie. Studia i materiały, Łódź 2014, Księży Młyn Dom wydawniczy, ISBN 978-83-7729-127-6 (współautorzy: Karol Jadczyk, Maria Nartonowicz-Kot)
- Zapomniane polskie uzdrowiska, Łódź 2016, Księży Młyn Dom Wydawniczy, ISBN 978-83-7729-245-7.